# Laccaria proxima
Espèce
Laccaria proxima est une espèce de champignons basidiomycètes de la famille des hydnangiacées. L'épithète spécifique qui lui a été donnée indique sa proximité avec l'espèce type du genre qu'est le très commun laccaire laqué.

## Caractéristiques
Les laccaires, jadis classés parmi les clitocybes, sont des champignons qui ont un chapeau en forme de bouton dans leur jeunesse, qui deviennent ensuite mamelonnés et prennent souvent plus tard la forme d’un entonnoir, dont les lames sont décurrentes et dont le pied devient creux avec l’âge.

## Description
Laccaria proxima est un champignon pourvu d'un chapeau (2 à 7 cm de diamètre) rouge brique devenant beige clair en vieillissant. Il ressemble à un petit bouton dans son jeune âge, s'étale et se déprime ensuite en son centre. Il a des lames décurrentes de couleur rose pâle. Son pied (2–9 cm x 0,2-0,4 cm) est mince et fibrilleux.

## Habitat
Il pousse en automne dans les bois de résineux, mais aussi sur les sols acides et les prairies humides (sphaignes).

## Espèce proche
Laccaria proxima est une espèce fort proche du laccaire laqué.